# Formula Renault 2.0 West European Cup
Formula Renault 2.0 West European Cup eller Formula Renault 2.0 WEC, var ett regionalt Formel Renault-mästerskap i västeuropa, som grundades 2008. Den ersatte då Championnat de France Formula Renault 2.0. Till säsongen 2010 lades mästerskapet ned.

## Säsonger
| År   | Mästare          | Tvåa             | Trea              |
| ---- | ---------------- | ---------------- | ----------------- |
| 2008 | Daniel Ricciardo | Roberto Merhi    | Andrea Caldarelli |
| 2009 | Albert Costa     | Jean-Eric Vergne | Nathanaël Berthon |